# Robert de Ros, Lord of Wark

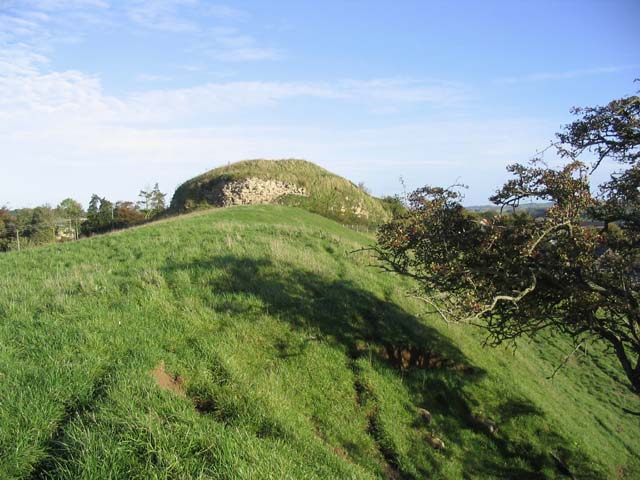
Die Reste von Wark Castle, der Burg von Robert de Ros

Robert de Ros, Lord of Wark († um 1270) war ein englischer Adliger.

## Herkunft und Erbe
Robert war ein jüngerer Sohn seines gleichnamigen Vaters, Robert de Ros von Helmsley Castle in Yorkshire und von dessen Frau Isabella, einer unehelichen Tochter von König Wilhelm I. von Schottland. Die anglonormannische Familie Ros, die sich nach Roos in Yorkshire nannte, hatte 1158 die Baronie Helmsley erworben, dazu hatten sie gegen Ende der Herrschaft Heinrichs II. vom König die Baronie von Wark in Northumberland erhalten. Nach dem Tod von Robert de Ros dem Älteren, der sich möglicherweise auch in ein Kloster zurückgezogen hatte, erbte sein ältester Sohn William de Ros Helmsley, während der jüngere Robert als Vasall seines älteren Bruders Wark erbte. Der Krone schuldete Robert für seine Besitzungen 2,5 Knight’s fees. Zusätzlich erbte Robert als Vasall des schottischen Königs Besitzungen bei Haltwhistle sowie Güter in Cumberland, die König Johann seinem Vater als Ersatz für im Krieg mit Frankreich verlorene Güter in der Normandie übergeben hatte und aus denen Robert jährliche Einkünfte in Höhe von £ 30 bezog.

## Aufstieg als Baron
Robert wird erstmals 1206 erwähnt, als sein Vater ihn König Johann als Geisel stellen musste und der König ihn in die Obhut von Aubrey de Vere, 2. Earl of Oxford gab. Spätestens ab 1227 erhielt er von König Heinrich III. eine jährliche Pension in Höhe von £ 20. 1230 nahm er am Feldzug Heinrichs III. nach Frankreich teil. Danach bezeugte er mehrmals Urkunden des Königs, darunter 1237 ein Abkommen zwischen Heinrich III. und dem schottischen König Alexander II. Von 1234 bis 1235 diente er in Nordengland als königlicher Richter. Von November 1236 bis Mai 1249 hatte er das einträgliche Amt eines Richters der königlichen Wälder nördlich des Trent inne. In dieser Funktion wurde er 1241 des Amtsmissbrauchs beschuldigt, jedoch freigesprochen. 

## Tätigkeit als Rat in Schottland
1244 gehörte Ros der englischen Armee an, die für einen Feldzug gegen Schottland aufgeboten wurde, der jedoch unblutig endete. Nach der Heirat von Margarete, einer Tochter von Heinrich III., mit dem schottischen König Alexander III. 1251 wurde er zusammen mit John de Balliol in den schottischen Regentschaftsrat aufgenommen, um den jungen König zu beraten. Ihre Aufgaben und ihre Befugnisse waren jedoch nicht eindeutig festgelegt. Ros geriet zunehmend mit der jungen Königin Margarete in Konflikt, die ihre Beschwerden 1255 dem englischen Arzt Master Reginald of Bath anvertraute. Dieser erkrankte kurz darauf schwer und starb, berichtete König Heinrich III. jedoch zuvor in einem Brief von Margaretes Beschuldigungen gegen Ros. Daraufhin sandte der König Richard de Clare, 5. Earl of Gloucester und John Mansel nach Schottland, die sich durch eine List Zutritt zu Edinburgh Castle und zu Königin Margarete verschafften. Margarete berichtete ihnen, dass Ros sie wie eine Gefangene behandeln würde und ihr sogar verweigern würde, mit ihrem Mann ein Schlafgemach zu teilen. Bereits Anfang August 1254 hatte König Heinrich, der zu diesem Zeitpunkt in der Gascogne weilte, Ros und Balliol aufgefordert, ihren Dienst am schottischen Königshof zu beenden, doch die beiden folgten offensichtlich nicht dieser Anordnung. Im September 1255 kam es zu einem Staatsstreich, als Alan Durward mit Unterstützung des englischen Königs die Mitglieder des Regentschaftsrats zwang, ihre Ämter niederzulegen. Daraufhin mussten auch Ros und Balliol Schottland verlassen. Der englische König erhob nun schwere, sicherlich überzogene Beschuldigungen gegen sie. Dabei hatte Ros durchaus Unterstützung durch schottische Barone hatte, und in England verteidigte ihn Roger Bigod, 4. Earl of Norfolk offen gegenüber dem König. Zurück in England, verteidigte sich Ros gegenüber den Beschuldigungen von Königin Margarete, dass er die 15-jährige und ihren 14-jährigen Mann für zu jung befunden hatte, um die Ehe zu vollziehen. Heinrich III. weigerte sich jedoch, die Verteidigung von Ros anzuhören, und ließ seine Besitzungen beschlagnahmen. Er wollte ihm Wark sogar dauerhaft entziehen, da er es als Lehen der Krone betrachtete, während Ros behauptete, es als Lehen seines Bruders zu halten. Dazu sollte Ros dem König die außerordentliche Summe von 100.000 Mark zahlen, was bei weitem seine Möglichkeiten überstieg. Zwar erhielt er im Mai 1256 Wark Castle zurück, doch noch im März 1258 befahl ihm der König unter dem Vorwand der Grenzverteidigung gegen Schottland, die Vorburg einem königlichen Verwalter zu übergeben.

## Rolle im Krieg der Barone
Als es im Sommer 1258 zur Rebellion weiter Teile des Adels gegen Heinrich III. kam, ist es nicht verwunderlich, dass Ros sich den Rebellen anschloss. Der von oppositionellen Baronen dominierte Staatsrat erklärte im November 1259 die 1255 vom König gegen Ros erhobenen Beschuldigungen für völlig haltlos. Daraufhin musste der König die Strafe von 100.000 Mark zurücknehmen, dazu verzichtete er auf sämtliche Ansprüche auf Wark. Dennoch gehörte Ros im Dezember 1263 weiter zu den Unterstützern von Simon de Montfort, dem Führer der Adelsopposition, kurz bevor es zum offenen Krieg der Barone kam. Im Juni 1265 gehörte er zu den Baronen, die sich in Gloucester Castle der Belagerung von Lord Eduard, dem Thronfolger, ergeben mussten. Er wurde begnadigt und erhielt schließlich nach dem Sieg des Königs über die Barone seine Besitzungen zurück.
Er starb vielleicht schon vor Oktober 1268, spätestens vor November 1270.

## Familie und Nachkommen
Ros hatte Christina, eine Schwester von Roger Bertram aus Northumberland geheiratet. Seine Frau erbte nach dem Tod ihres Bruders einen Teil von dessen Gütern. Mit ihr hatte Ros mindestens zwei Söhne:
- William († vor 1270)
- Robert de Ros of Wark († um 1274)

Sein Erbe wurde sein Sohn Robert, nach dessen Tod erbte dessen gleichnamiger Sohn Robert Wark.